# Brit Awards 2018
Trzydziesta ósma gala rozdania BRIT Awards, nagród muzycznych wręczanych przez Brytyjski Przemysł Fonograficzny, odbyła się w środę, 21 lutego 2018 roku na londyńskiej O2 Arenie. Gospodarzem gali był brytyjski komik i prezenter telewizyjny Jack Whitehall. Nową wersję statuetki wręczanej zwycięzcom podczas ceremonii stworzył rzeźbiarz Anish Kapoor.

## Nominacje
Nominacje do gali zostały potwierdzone 13 stycznia 2018 roku podczas pre-ceremonii.
| Brytyjski album roku                                                                                                   | Najlepszy brytyjski singel |
| --- | --- |
| - Stormzy – Gang Signs & Prayer - Dua Lipa – Dua Lipa - Ed Sheeran – ÷ - J Hus – Common Sense - Rag'n'Bone Man – Human | - Rag'n'Bone Man – „Human” - Calvin Harris (gościnnie Pharrell Williams, Katy Perry i Big Sean) – „Feels” - Clean Bandit (gościnnie Zara Larsson) – „Symphony” - Dua Lipa – „New Rules” - Ed Sheeran – „Shape of You” - J Hus – „Did You See" - Jax Jones (gościnnie Raye) – „You Don't Know Me" - Jonas Blue (gościnnie William Singe) – „Mama" - Liam Payne (gościnnie Quavo) – „Strip That Down” - Little Mix – „Touch" |
| Najlepsza brytyjska artystka                                                                                           | Najlepszy brytyjski artysta |
| - Dua Lipa - Jessie Ware - Kate Tempest - Laura Marling - Paloma Faith                                                 | - Stormzy - Ed Sheeran - Liam Gallagher - Loyle Carner - Rag'n'Bone Man |
| Najlepszy brytyjski przełomowy wykonawca                                                                               | Najlepszy brytyjski zespół |
| - Dua Lipa - Dave - J Hus - Loyle Carner - Sampha                                                                      | - Gorillaz - London Grammar - Royal Blood - Wolf Alice - The xx |
| Najlepszy brytyjski producent                                                                                          | Wybór krytyków |
| - - Steve Mac | - Jorja Smith - Mabel - Stefflon Don |
| Najlepsza artystka międzynarodowa                                                                                      | Najlepszy artysta międzynarodowy |
| - Lorde - Alicia Keys - Björk - Pink - Taylor Swift                                                                    | - Kendrick Lamar - Beck - Childish Gambino - DJ Khaled - Drake |
| Najlepszy zespół międzynarodowy                                                                                        | Najlepszy brytyjski teledysk |
| - Foo Fighters - Arcade Fire - Haim - The Killers - LCD Soundsystem                                                    | - Harry Styles – „Sign of the Times” - Ed Sheeran – „Shape Of You” - Little Mix – „Touch" - Liam Payne (gościnnie Quavo) – „Strip That Down” - Zayn Malik (gościnnie Taylor Swift) – „I Don't Wanna Live Forever" |
| Nagroda za międzynarodowy sukces                                                                                       | |
| - Ed Sheeran | |

## SkładankaBrit Awards 2018
Składanka promująca galę, Brit Awards 2018, wydana 9 lutego 2018 roku to kompilacja a także box set, w której znajdują się 2 płyty CD z 40 utworami 2017 roku.

### Lista utworów

#### CD 1
| #   | Tytuł                            | Artysta(ści)                                                              | Długość |
| --- | -------------------------------- | ------------------------------------------------------------------------- | ------- |
| 1.  | Galway Girl                      | Ed Sheeran                                                                | 2:49    |
| 2.  | Human                            | Rag'n'Bone Man                                                            | 3:18    |
| 3.  | What About Us                    | Pink                                                                      | 4:29    |
| 4.  | Too Good at Goodbyes             | Sam Smith                                                                 | 3:22    |
| 5.  | Reggaetón Lento                  | CNCO (gościnnie Little Mix)                                               | 3:07    |
| 6.  | Havana                           | Camila Cabello (gościnnie Young Thug)                                     | 3:35    |
| 7.  | New Rules                        | Dua Lipa                                                                  | 3:30    |
| 8.  | Crybaby                          | Paloma Faith                                                              | 3:53    |
| 9.  | Ciao Adios                       | Anne-Marie                                                                | 3:21    |
| 10. | Dusk Till Dawn                   | Zayn Malik (gościnnie Sia)                                                | 3:56    |
| 11. | Big for Your Boots               | Stormzy                                                                   | 4:01    |
| 12. | Did You See                      | J Hus                                                                     | 3:03    |
| 13. | Teenage Fantasy                  | Jorja Smith                                                               | 3:48    |
| 14. | No Words                         | Dave (gościnnie MoStack)                                                  | 3:31    |
| 15. | The Isle of Arran                | Loyle Carner                                                              | 3:34    |
| 16. | Feels                            | Calvin Harris (gościnnie Pharrell Williams, Katy Perry i Big Sean)        | 3:43    |
| 17. | (No One Knows Me) Like the Piano | Sampha                                                                    | 3:37    |
| 18. | Strip That Down                  | Liam Payne (gościnnie Quavo)                                              | 3:23    |
| 19. | I'm the One                      | DJ Khaled (gościnnie Justin Bieber, Quavo, Chance the Rapper i Lil Wayne) | 4:47    |
| 20. | Unforgettable                    | French Montana (gościnnie Swae Lee)                                       | 3:51    |

#### CD 2
| #   | Tytuł                    | Artysta(ści)                                                  | Długość |
| --- | ------------------------ | ------------------------------------------------------------- | ------- |
| 1.  | Run                      | Foo Fighters                                                  | 5:25    |
| 2.  | Wall of Glass            | Liam Gallagher                                                | 3:44    |
| 3.  | Sign of the Times        | Harry Styles                                                  | 4:08    |
| 4.  | Get Out of Your Own Way  | U2                                                            | 3:58    |
| 5.  | Everything Now           | Arcade Fire                                                   | 5:04    |
| 6.  | Lights Out               | Royal Blood                                                   | 3:57    |
| 7.  | Saturnz Barz             | Gorillaz (gościnnie Popcaan)                                  | 3:02    |
| 8.  | Holy Mountain            | Noel Gallagher’s High Flying Birds                            | 3:56    |
| 9.  | Oh Woman Oh Man          | London Grammar                                                | 4:36    |
| 10. | I Dare You               | The xx                                                        | 3:53    |
| 11. | Something Just like This | The Chainsmokers (gościnnie Coldplay)                         | 4:05    |
| 12. | Rain                     | The Script                                                    | 3:28    |
| 13. | Came Here for Love       | Sigala (gościnnie Ella Eyre)                                  | 3:22    |
| 14. | Power                    | Little Mix (gościnnie Stormzy)                                | 4:02    |
| 15. | Symphony                 | Clean Bandit (gościnnie Zara Larsson)                         | 3:32    |
| 16. | Mama                     | Jonas Blue (gościnnie William Singe)                          | 3:01    |
| 17. | Back to You              | Louis Tomlinson (gościnnie Bebe Rexha i Digital Farm Animals) | 3:09    |
| 18. | One Last Time            | Ariana Grande                                                 | 3:15    |
| 19. | Alone                    | Jessie Ware                                                   | 3:38    |
| 20. | In Common                | Alicia Keys                                                   | 3:29    |